# Cattedrale di San Giuseppe (Taunggyi)
La cattedrale di San Giuseppe, conosciuta anche semplicemente come cattedrale di Taunggyi, è una chiesa cattolica romana sede dell'arcidiocesi di Taunggyi, nello stato di Shan inl Myanmar. La chiesa della cattedrale si trova a Taunggyi sulla 82ª strada, tra la 25ª e la 26ª strada.
Fu istituita come parrocchia di San Giuseppe nel 1873 e ricostruita nel 1951. Venne elevata allo status di cattedrale quando fu costituita la diocesi di Taunggyi nel 1961 e rimase cattedrale quando Papa Giovanni Paolo II elevò Taunggyi al rango di arcidiocesi metropolitana nel 1998 attraverso la bolla Ipso optime. La cattedrale subì diversi lavori di ristrutturazione e restauri. Attualmente è sotto la responsabilità pastorale del vescovo Basilio Athai.